# Örnsköldsviks SK Hockeyklubb
Örnsköldsviks SK Hockeyklubb, ÖSK Hockey, är en ishockeyklubb från Örnsköldsvik i Västernorrland. Klubben bildades 1921. Den största framgången var när man säsongen 2002/2003 spelade i Allsvenskan.
Från början var ÖSK en allmän idrottsförening, men 2005 delades föreningen av ekonomiska skäl upp i två: en innebandyförening och en ishockeyförening. 2010 slog ÖSK Hockey samman sitt a-lag med KB 65 till Örnsköldsviks HF. ÖSK Hockey finns dock kvar som förening och redovisar våren 2020 flera ungdomslag och ett J18-lag på sin hemsida.

## Säsonger
| Säsong                                                                 | Division           | Placering | Vårserie                      | Playoff/Kval                    |
| ---------------------------------------------------------------------- | ------------------ | --------- | ----------------------------- | ------------------------------- |
| 1976/1977                                                              | Division I Norra   | 3         |                               |                                 |
| 1977/1978                                                              | Division I Norra   | 10        |                               | nerflyttade                     |
| 1978–1996 spelade man i Division II.                                   |                    |           |                               |                                 |
| 1996/1997                                                              | Division I Norra   | 8         | 7:a i fortsättningsserien     | 1:a i kvalserien                |
| 1997/1998                                                              | Division I Norra   | 7         | 4:a i fortsättningsserien     |                                 |
| 1998/1999                                                              | Division I Norra   | 7         | 4:a i fortsättningsserien     | 5:a i kval till nya Allsvenskan |
| 1999/2000                                                              | Division 1 Norra B | 1         | 2:a i kvalserien              |                                 |
| 2000/2001                                                              | Division 1 Norra B | 1         | Besegrar Teg i playoff        | 5:a i kvalserien                |
| 2001/2002                                                              | Division 1 Norra B | 1         | Besegrar Clemensnäs i playoff | 2:a i kvalserien, uppflyttade   |
| 2002/2003                                                              | Allsvenskan Norra  | 10        | 7:a i vårserien               | 3:a i kvalserien, nerflyttade   |
| Efter nerflyttningen lades A-laget ner och fick börja om i Division 2. |                    |           |                               |                                 |
| 2006/2007                                                              | Division 1B        | 5         | 3:a i vårserien               |                                 |
| Spel i lägre divisioner                                                |                    |           |                               |                                 |
| 2009/2010                                                              | Division 1B        | 6         | 3:a i vårserien               | 1:a i kvalserien                |